# Печать ханского вана японской страны На
Печа́ть ва́на страны́ На (яп. 漢委奴國王印 Ва но На но кокуо: но ин) — золотая печать, найденная 12 апреля 1784 года на территории современного города Фукуока, префектуры Фукуока, Япония. Считается аутентичной китайской печатью I века н. э. Была подарена правителю страны На на севере острова Кюсю. Хранится в Музее города Фукуоки. Входит в список Национальных сокровищ Японии.

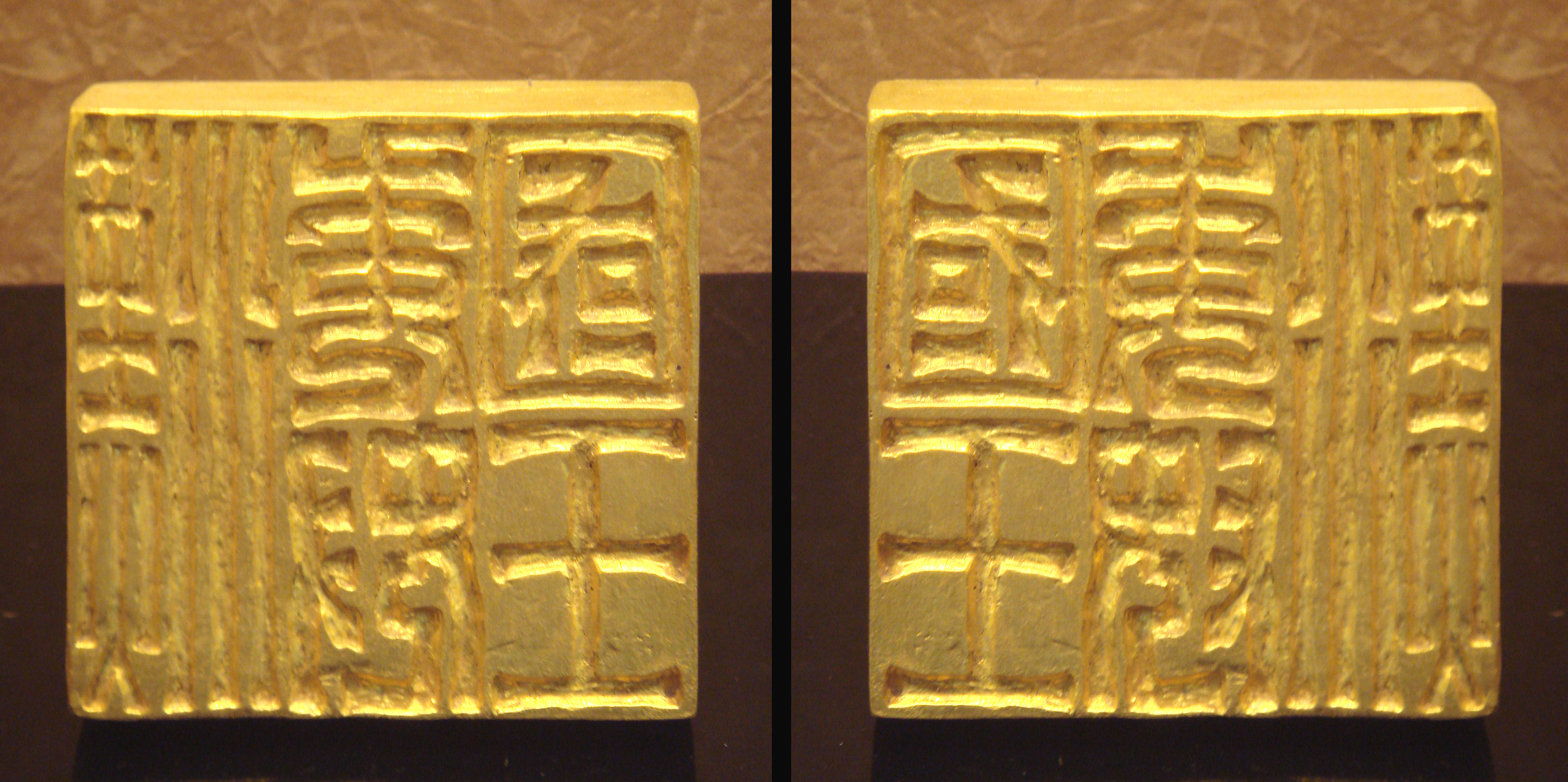
Золотая печать вана страны На.

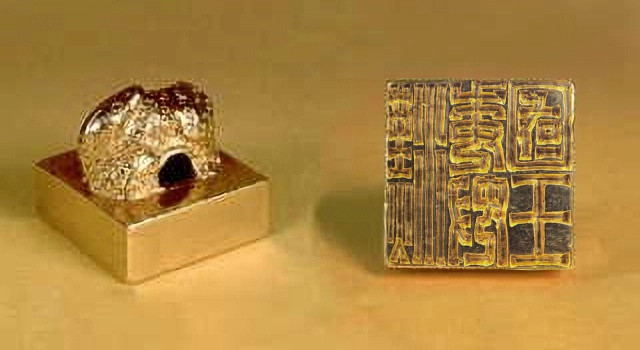
Общий вид

В историографии также известна под длинным названием «Печать ханского вана японской страны На» (яп. 漢委奴國王印 Кан но ва но На но кунио: но ин) или коротким «Золотая печать» (яп. 金印 Кинъин).

## Краткое описание

Оттиск печати с иероглифами.
Справа налево: 漢 • 委 奴 • 國王

Золотая печать имеет форму квадрата. Ширина сторон этого квадрата равна 2,347 см, высота — 0,887 см. На вершине печати размещено кольцо-держатель в виде змеи для церемониальной верёвки. Вес печати — 108,7 г. На тыльной стороне печати в три строки выгравирована надпись 5-ю китайскими иероглифами шрифтом для печатей: «Ханьский ван японской страны На» (漢委奴國王).
Эта золотая печать была найдена 12 апреля 1784 года на юге пляжа Кану острова Сика провинции Тикудзэн. Её нашёл местный крестьянин Камбий во время сельскохозяйственных работ. По преданию печать находилась под большим камнем, в окружении трёх плоских каменных глыб. Крестьянин отнёс находку в уездную управу, а тамошний управляющий передал её к чиновникам автономии рода Курода, в княжестве Фукуока. Местный конфуцианец Камэи Намму в китайской хронике «История династии Поздняя Хань» обнаружил упоминания об этой печати и определил её возраст — 57 год н. э. С 1978 года находка хранилась в казне рода Курода, но затем была подарена городу Фукуока. В 1990 году печать поместили в новый городской музей. Памятник сопровождает пояснительная надпись из «Переводов о восточных варварах» 85-го свитка «Истории династии Поздняя Хань»:
Год 57, японская страна На принесла дань. Её послы назвали себя великими мужами дафу. Эта страна находится на крайнем юге японских краев. Император Гуан У-ди подарил На печать с верёвкой
Со времени нахождения печати неоднократно высказывались предположения о том, что это средневековая или новейшая подделка. Сейчас большинство аргументов указывают на подлинность памятника. Особое место среди них занимает находка в 1981 году в провинции Цзянсу (КНР) золотой печати 58 года, очень напоминающей японский аналог.

## Примечание
1. ↑  Иероглиф „доверять“ (委) считается сокращением иероглифа „Япония“ (倭).
2. ↑   Акт предоставления китайским императором печати с титулом «ханского вана», то есть «китайского царя», означал установление сюзерено-вассальных отношений между императором и правителем страны. Первый признавал право второго править страной На и торговать с Китаем, а второй признавал свою зависимость от первого и обязывался выплачивать ему дань. Эта система китаецентрических международных отношений была нормой в Восточной Азии. Впоследствии она была распространена монголами на Русские княжества в виде системы ярлыков.